# 5568 Mufson
5568 Mufson este o planetă minoră (asteroid), cu un diametru de 5,175 km, din centura de asteroizi. A fost descoperită pe 14 octombrie 1953 la Observatorul Goethe Link⁠(d) de Indiana Asteroid Program⁠(d). 
Obiectul prezintă o orbită caracterizată de o semiaxă mare de 2,2650407 UAi, o excentricitate de 0,16, o înclinație de 3,70467 ° în raport cu ecliptica.